# Enicospilus oweni
Enicospilus oweni là một loài tò vò trong họ Ichneumonidae.